# روبرت إل. تورنر
روبرت إل. تورنر (بالإنجليزية: Robert L. Turner)‏ هو سياسي أمريكي، ولد في 14 سبتمبر 1947 في كولومبوس في الولايات المتحدة. حزبياً، نشط في الحزب الديمقراطي. وقد انتخب عضو جمعية ولاية ويسكونسن.